# 幸せのものさし/うれしくてさみしい日 (Your Wedding Day)
「幸せのものさし / うれしくてさみしい日 (Your Wedding Day)」（しあわせのものさし うれしくてさみしいひ（ユア・ウェディング・デイ））は、竹内まりやの36枚目のシングル。2008年5月21日にMOON RECORDSより発売された。

## 解説
デビュー30周年の第1弾作品。前作から約9か月での発売となる両A面シングル。「幸せのものさし」はTBS系金曜ドラマ『Around40〜注文の多いオンナたち〜』主題歌。前作「チャンスの前髪」に続き、2作連続でTBSドラマの主題歌に使われた。同枠では「もう一度」（『くれない族の反乱』（1984年））、「恋の嵐」（『となりの女』（1986年））に続く3度目・22年ぶりのタイアップとなる。竹内のリクエストで、ドラマで主演を務めた天海祐希がコーラスで参加、ミュージックビデオにも出演した。また竹内自身も、ドラマ最終回に一瞬ではあるがゲスト出演している（ノンクレジット）。
「うれしくてさみしい日 (Your Wedding Day)」はP&G「パンテーン」とリクルート「ゼクシィ」のコラボレーションCMのために書き下ろされたオリジナル・ウェディングソング。テーマは「娘を嫁がせる親の気持ち」。「本気でオンリーユー」のメンデルスゾーンの「結婚行進曲」に対比させるさせる形で、今回はワーグナーの「結婚行進曲」が引用されている。

## パッケージ、アートワーク
CDジャケットは、児玉清がこのシングルのために制作した切り絵作品。初回限定盤には「うれしくてさみしい日 (Your Wedding Day)」の竹内直筆歌詞付きのピアノスコアを封入。譜面上に書かれたひらがな歌詞は、竹内の自筆。

## リリース、プロモーション、マーケティング
プロモーショングッズは、児玉清の切り絵のイラストが入ったものさし。「サンデー・ソングブック」で30名にプレゼントされた。

## チャート成績
オリコンシングルチャートでは、週間シングルランキングの6位に初登場した。53歳2か月でシングルTOP10入り、女性ソロアーティストとしては史上最高齢（当時）。美空ひばり「川の流れのように」（1990年1月22日付けで8位）で樹立した52歳1か月（亡くなった当時の年齢）を18年4か月ぶりに更新した（後に秋元順子に更新された）。

## 収録曲
| 全作詞・作曲: 竹内まりや、全編曲: 山下達郎。 |                                                                                  |            |            |                  |      |
| #                                            | タイトル                                                                         | 作詞       | 作曲・編曲 | ストリングス編曲 | 時間 |
| 1.                                           | 「幸せのものさし」(TBS系金曜ドラマ『Around40〜注文の多いオンナたち〜』主題歌)    | 竹内まりや | 竹内まりや | 後藤勇一郎       | 5:29 |
| 2.                                           | 「うれしくてさみしい日 (Your Wedding Day)」(2007「パンテーン×ゼクシィ」CMソング) | 竹内まりや | 竹内まりや | 後藤勇一郎       | 4:23 |
| 3.                                           | 「元気を出して ('08 New Remaster)」                                              | 竹内まりや | 竹内まりや |                  | 4:49 |
| 4.                                           | 「幸せのものさし（オリジナル・カラオケ）」                                       | 竹内まりや | 竹内まりや |                  | 5:29 |
| 5.                                           | 「うれしくてさみしい日（オリジナル・カラオケ）」                                 | 竹内まりや | 竹内まりや |                  | 4:24 |
| 6.                                           | 「元気を出して ('08 New Remaster)（オリジナル・カラオケ）」                      | 竹内まりや | 竹内まりや |                  | 4:47 |

## レコーディング・メンバー

### 幸せのものさし
- 山下達郎 : Drum Programming, Computer Programming, Electric Guitar, Acounstic Guitar, Keyboards, Percussion & Background Vocals
- 難波弘之 : Electric Piano
- 橋本茂昭 : Computer Programming & Synthesizer Operation
- 西村浩二 : Trumpet
- 菅坡雅彦 : Trumpet
- 村田陽一 : Trombone
- 奥村晃 : Trombone
- 山本拓夫 : Tenor Sax
- 小池修 : Baritone Sax
- 竹内まりや : Background Vocals
- 天海祐希 : Background Vocals
- 後藤勇一郎 : Strings Concert Master

### うれしくてさみしい日 (Your Wedding Day)
- 山下達郎 : Drum Programming, Computer Programming, Electric Guitar, Acounstic Guitar, Keyboards, Percussion & Background Vocals
- 難波弘之 : Acounstic Piano
- 橋本茂昭 : Computer Programming & Synthesizer Operation
- 竹内まりや : Background Vocals
- 後藤勇一郎 : Strings Concert Master

### 元気を出して ('08 New Remaster)
- 山下達郎 : Acounstic Guitar, Hammond Organ, Percussion & Backgound Vocals
- 青山純 : Drums
- 伊藤広規 : Electric Bass
- 佐藤博 : Acoustic Piano
- 浜口茂外也 : Percussion
- 薬師丸ひろ子 : Background Vocals

## クレジット
- ゲストコーラス : 天海祐希 (M-1)
- 切り絵 : 児玉清

## 収録アルバム
1. 『Expressions』（#1，#2，#3）
2. 『Impressions』（#3）
3. 『REQUEST』（#3）